# Дровнино (деревня, Москва)
Дровнино — деревня в Троицком административном округе Москвы  (до 1 июля 2012 года в составе Подольского района Московской области). Входит в состав поселения Михайлово-Ярцевское.

## Усадьба Дровнино
Во второй половине XVIII века Дровнино усадьба жены действительного статского советника М.Д. Шишкиной. В середине XIX века  селом владел коллежский асессор Н.М. Хозиков. В 1890 году надворный советник Н.В. Бернацкий. В 1911 году Е.П. Бернацкая. Сохранился пейзажный парк из смешанных пород деревьев с прудом.

## Население
Согласно Всероссийской переписи, в 2002 году в деревне проживало 26 человек (13 мужчин и 13 женщин). По данным на 2005 год в деревне проживало 25 человек.

## Расположение
Деревня Дровнино расположена примерно в 28 км к западу от центра города Подольска. Ближайшие населённые пункты — посёлок дома отдыха «Плесково» и деревня Ярцево. Рядом с деревней Дровнино протекает река Пахра.

## Территориииулицы(поКЛАДР РФ)
Территории, перечисленные ниже, на самом деле географически не находятся внутри самой деревни, а разбросаны вокруг неё, на площади в несколько квадратных километров, в границах поселения Михайлово-Ярцевского. Тем не менее, по КЛАДР все они классифицируются, как улицы, а в названии часто содержат слово Территория. Так как эти территории возникали и благоустраивались под началом инициативных групп (правлений СНТ, правлений ДСК и т.п.), то исторически сложилось, что в границах каждой из этих территорий обычно присутствует Территориальное общественное самоуправление:
- ДСК Заречье Территория
- СНТ Красная Пахра Территория
- СНТ Пахра Территория
- Центральная Улица

## Транспорт
До посёлка ходит автобус от станции метро «Тёплый Стан». И автобус от станции Подольск.